# Lamioideae
Lamioideae es una subfamilia, monofilética, de plantas de flores perteneciente a la familia Lamiaceae. Está constituida por unos 63 géneros, de los cuales casi un tercio son monoespecíficos, con unas 1260 especies válidas.

## Características
- Corola bilabiadas
- Androceo con 4 estambres, 2 más largos que el resto, o con sólo 2 estambres.
- Fruto seco en núcula coriácea y reticulada.
- Embrión espatulado.
- Los lóbulos del disco están alternantes con los del ovario.

## Tribus y géneros
Los recientes estudios dividen la subfamilia en 7 tribus, más un reducido número de géneros que no entran en dicha clasificación:
- Tribu Pogostemoneae Briq.
  - Achyrospermum Blume, unas 25 especies.
  - Anisomeles R.Br., con unas 5 especies.
  - Colebrookea Sm., con 1 sola especie en la India.
  - Comanthosphace S.Moore, unas 7 especies en Asia del este.
  - Craniotome Rchb., una sola especie en el Himalaya.
  - Eurysolen Prain, con una única especie en Asiaoriental y Malasia.
  - Leucosceptrum Sm., 1 especie en el sur y este de Asia.
  - Microtoena Prain, 25 especies en el este de Asia.
  - Pogostemon Desf., 92 especies en Asia y Malasia.
  - Rostrinucula Kudô., con 2 especies en el este de Asia.

- Tribu Gomphostemmateae Scheen & Lindqvist
  - Bostrychanthera Benth., 2 especies en China.
  - Chelonopsis Miq., 15 especies en Asia
  - Gomphostemma Benth., 44 especies en Asia oriental y Malasia.

- Tribu Synandreae Raf.
  - Brazoria Engelm. ex A. Gray, 3 especies en Norteamérica.
  - Macbridea Elliott ex Nutt., con 2 especies en Norteamérica.
  - Physostegia Benth., con 12 especies en Norteamérica
  - Synandra Nutt., 1 especie en Norteamérica.
  - Warnockia M.W.Turner, con 1 sola especie en Texas.

- Tribu Stachydeae Dumort.
  - Chamaesphacos Fisch. & C.A.Mey.: 1 especie en Asia central, Irán y Afganistán.
  - Haplostachys (A.Gray) Hillebrand, unas 5 especies en Hawái.
  - Melittis L., 1 especie en Europa.
  - Phlomidoschema (Benth.) Vved., con 1 especie en el Himalaya.
  - Phyllostegia Benth., 35 especies en Hawái y Tahití.
  - Prasium L., 1 especie en el Mediterráneo.
  - Sideritis L., con más de 100 especies.
  - Stachys L., con más de 300 especies.
  - Stenogyne Benth., con más de 20 especies.
  - Suzukia Kudô, 2 especies en las islas Ryukyu y Taiwán.
  - Thuspeinanta T.Durand, con 2 especies de Asia central.

- Tribu Phlomideae Mathiesen
  - Notochaete Benth., 2 especies de Nepal, China y Tíbet.
  - Phlomis L., unas 180 especies.
  - Phlomoides Moench, cerca de 100 especies.
  - Pseuderemostachys Popov, con 1 sola especie en Asia central.

- Tribu Leonureae Dumort.
  - Chaiturus Willd., 1 especie en Europa y Asia.
  - Lagochilus Bunge ex Benth., unas 50 especies en Asia.
  - Leonurus L., unas 25 especies de Eurasia.
  - Panzerina Soják, 2 especies en Siberia y China.
  - Lagopsis (Benth.) Bunge, unas 5 especies en Asia.

- Tribu Lamieae Coss. & Germ.
  - Lamium L. (incluidos Lamiastrum Heist. ex Fabr. y Wiedemannia Fisch. & C.A.Mey.), unas 30 especies de Eurasia y África.

- Tribu Marrubieae Vis.
  - Acanthoprasium (Benth.) Spach, 3 especies: una endémica de Chipre, otra de los Alpes Marítimos y otra del oeste de Irán.
  - Ballota L., con unas 30 especies de Europa, África y Asia occidental.
  - Marrubium L., unas 50 especies originarias de Europa y África del norte.
  - Moluccella L., 3 especies desde el Mediterráneo hasta Asia Central.

- Tribu Leucadeae Scheen & Ryding
  - Acrotome Benth. ex Endl., 8 especies en África..
  - Isoleucas Schwartz, en Arabia y África del este
  - Leonotis (Pers.) R.Br., 9 especies en África y Madagascar.
  - Leucas R. Br., cerca de 100 especies desde África hasta Australia.
  - Otostegia Benth., 7 especies desde África hasta Medio oriente.
  - Rydingia Scheen & V.A.Albert, con 4 especies desde el este de África tropical y el Himalaya occidental.
- Tribu Betoniceae Bendiksby & Salmaki
  - Betonica L., con 10 especies aceptadas.

- incertae sedis
  - Colquhounia Wallich, con 5 especies en Asia.
  - Eriophyton Benth., 1 especie en el Himalaya.
  - Galeopsis L., con una decena de especies en Eurasia.
  - Paraphlomis Prain, una 25 especies en Asia y Malasia.
  - Roylea Wallich ex Benth., con 1 especie en el Himalaya.[3]